# Orhan Taşdelen
Orhan Tasdelen (sinh ngày 6 tháng 2 năm 1987) là một cầu thủ bóng đá Thổ Nhĩ Kỳ thi đấu ở vị trí hậu vệ cho Akhisar Belediyespor.